# تاکورو کیکوکا
تاکورو کیکوکا (انگلیسی: Takuro Kikuoka؛ زادهٔ ۳۰ ژوئن ۱۹۸۵) بازیکن فوتبال اهل ژاپن است.
از باشگاه‌هایی که در آن بازی کرده‌است می‌توان به باشگاه فوتبال کونسادول ساپورو، باشگاه فوتبال توکیو وردی، و باشگاه ورزشی توچیگی اشاره کرد.